# Eva Ballesté Morillas
Eva Ballesté Morillas (Tarragona, 24 de juliol de 1977) és una doctora en Ciències Econòmiques i Empresarials, directiva i professora universitària catalana.
El 2022 va ser consellera a empreses com AENA SME, a ADIF Alta Velocitat i a Ports de l'Estat. És presidenta del Consell Assessor de l'Escola d'Intel·ligència Econòmica de la Universitat Autònoma de Madrid i assessora de la Junta Directiva del Club d'Exportadors i Inversors d'Espanya.
El 2023, va ser pregonera de la Festa Major de Riba-roja d'Ebre i el 2024, va ser seleccionada com una de les Top-100 dones líders a Espanya, sent una de les deu seleccionades a la categoria de professionals independents i conselleres.

## Publicacions
És autora i coautora de diversos llibres:
- Fundamentals of operations management  ISBN 978-84-16466-36-8
- Una eina eficaç per estimular la prosperitat d'un país ISBN 978-84-17765-80-4
- El COVID-19 econòmic i social ISBN 979-83-55845-18-6
- Estratègia de Supply Chain en temps de Transformació Digital ISBN 978-84-17765-81-1